# Odin (Schiff, 1896)
Die Odin war das siebente Schiff der Siegfried-Klasse, einer Klasse von acht Küstenpanzerschiffen der Kaiserlichen Marine.

## Bau
Das Panzerschiff „V“ wurde am 15. April 1893 als letztes Schiff seiner Klasse von der Kaiserlichen Werft in Danzig auf Kiel gelegt. Der Bau folgte wie bei dem Schwesterschiff Ägir einem gegenüber dem Typschiff leicht geänderten Entwurf, der die mit den bereits in Dienst stehenden Einheiten gemachten Erfahrungen verarbeitete. Für die Danziger Werft war das Schiff der erste Auftrag für den Neubau eines Panzerschiffs. Am 3. November 1894, fünf Monate vor dem Panzerschiff „T“, stand das Schiff zum Stapellauf bereit. Der Oberwerftdirektor Graf von Haugwitz taufte den Neubau dabei nach einer germanischen Gottheit auf den Namen Odin. Der weitere Ausbau zog sich bis in den September 1896 hin.

## Einsatz

### Friedenszeit

Lithographie von Odin (1902)

Am 22. September 1896 wurde die Odin erstmals in Dienst gestellt. Zwei Tage später erfolgte die Abnahmeprobefahrt, die ohne Beanstandungen ausfiel. Nach abschließenden Ausrüstungsarbeiten und Probefahrten wurde das Schiff am 14. Oktober in Kiel außer Dienst gestellt und in die Reserve-Division der Ostsee eingereiht.
Am 26. Juli 1898 wurde die Odin wieder aktiviert. Das Schiff trat zu dem für die Herbstmanöver aus den Reserve-Divisionen der Ostsee und der Nordsee gebildeten II. Geschwader. Flaggschiff des Geschwaders wurde die Ägir. Mit dieser unternahm die Odin im Dezember eine Übungsreise nach Kopenhagen und Christiania. Eine weitere Reise folgte im Jahr 1899, bei der neben Kopenhagen auch Apenrade und Swinemünde angelaufen wurden. In diesem Jahr leistete die Odin dem im Kattegat festgekommenem NDL-Dampfer Kaiserin Maria Theresia Hilfe. Im Juni konnte auch die im Großen Belt aufgelaufene Hansa gemeinsam mit der Ägir freigeschleppt werden.
Am 20. März 1900 führte die Odin gemeinsam mit der Friedrich Carl Versuche mit der damals noch neuen drahtlosen Telegraphie durch. Im Juni war das Küstenpanzerschiff an der Abbringung des vor Stettin festgekommenen HAPAG-Dampfers Deutschland beteiligt. Während der Herbstmanöver gehörte die Odin erneut zum vorübergehend gebildeten II. Geschwader. Anschließend wurde das Schiff zum zweiten Stammschiff der Reserve-Division der Ostsee und am 10. Oktober zum neuen Hauptliegehafen Danzig verlegt. Nach verschiedenen Übungsfahrten sowie nötig gewordenen Überholungen nahm die Odin im Juni 1901 an der Kieler Woche teil. Ab dem 1. August 1901 erfolgten Übungen im Verband der Reserve-Division, die während der Herbstmanöver wieder zum II. Geschwader gehörte. Nach dem Abschluss der Manöver wurde die Odin am 21. September in Danzig außer Dienst gestellt. An der dortigen Kaiserlichen Werft erfolgte in den folgenden Monaten ein Umbau, der auch bei den anderen Einheiten der Siegfried-Klasse durchgeführt wurde. Das Schiff erhielt eine 8,4 m lange Mittelsektion eingebaut, wodurch sich die Gesamtlänge auf 86,15 m vergrößerte. Das Kohlefassungsvermögen und damit die Reichweite des Schiffs konnte durch den Umbau stark vergrößert werden.
Am 2. Oktober 1903 wurde die Odin wieder in Dienst gestellt und dem nun dauerhaft bestehenden II. Geschwader der Aktiven Schlachtflotte zugeteilt. Mit diesem unternahm das Schiff eine Besuchsreise nach Schottland und Norwegen. Auf der Fahrt nach Lerwick wurde dabei das Torpedoboot S 98 durch die Odin gerammt und schwer beschädigt. Nach den Herbstmanövern 1904 ersetzte die Braunschweig die Odin im II. Geschwader. Das Küstenpanzerschiff wurde am 10. Oktober in Danzig außer Dienst gestellt und gehörte fortan zum Reservegeschwader der Ostsee. Ein letztmaliger Einsatz in Friedenszeiten erfolgte vom 22. Juli bis zum 15. September 1909 für die Manöver der Hochseeflotte.

### Erster Weltkrieg

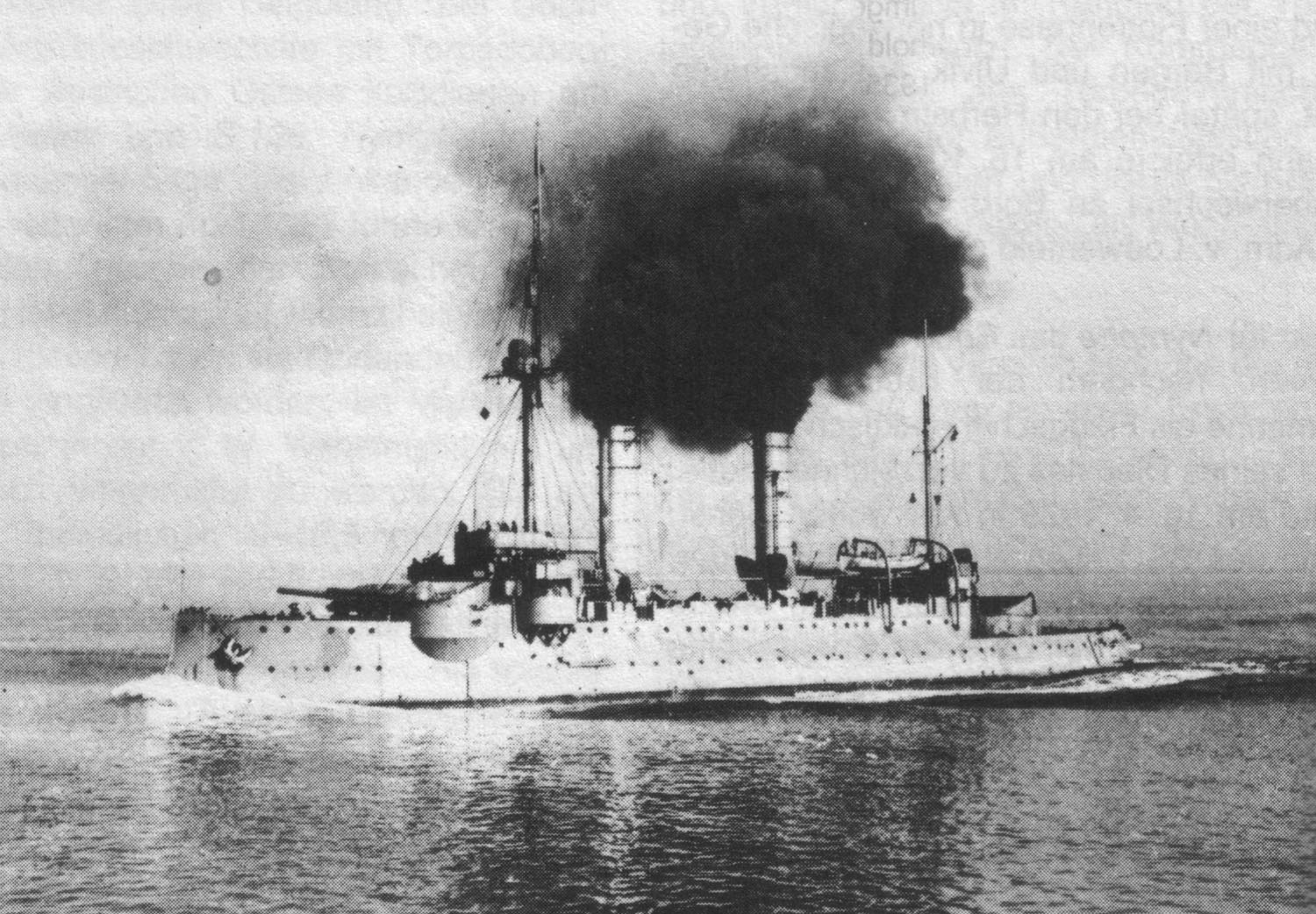
Die Odin im Einsatz während des Ersten Weltkrieges

Nach Ausbruch des Ersten Weltkriegs wurde die Odin am 12. August 1914 reaktiviert und dem aus den Schiffen der Siegfried-Klasse gebildeten VI. Geschwader unter Konteradmiral Richard Eckermann zugeteilt. Nach einigen Einzel- und Verbandsübungen wurde die Odin ab dem 15. September im Vorpostendienst auf der Jade-, Weser- und Elbmündung eingesetzt. Nach der am 31. August 1915 erfolgten Auflösung des VI. Geschwaders gehörte das Schiff zur Hafenflottille der Elbe, ohne dass sich am Aufgabenbereich etwas änderte. Am 9. Januar 1916 wurde die inzwischen völlig veraltete Odin aus dem aktiven Einsatz herausgezogen und eine Woche später in Danzig außer Dienst gestellt. Die restliche Zeit des Krieges wurde das Schiff als Wohnhulk für die I. Ubootsflottille, ab dem 25. Juli 1917 für die III. Ubootsflottille in Wilhelmshaven verwendet.
Nach Kriegsende wurde die Odin vom 28. März bis zum 9. Oktober 1919 als Wohn- und Beischiff für die IV. Nordsee-Minensuchflottille genutzt. Für diese Zeit erfolgte auch eine letztmalige offizielle Indiensthaltung.

## Verbleib
Die Odin wurde am 6. Dezember 1919 aus der Liste der Kriegsschiffe gestrichen. Das Schiff wurde an die Reederei Arnold Bernstein verkauft und 1922 in Rüstringen zum Motorfrachtschiff umgebaut. Als solches wurde die Odin unter unverändertem Namen eingesetzt. 1935 wurde das Schiff schließlich abgewrackt.
Als Ersatz für die Odin wurde das 1912 vom Stapel gelaufene Großlinienschiff Prinzregent Luitpold gebaut. Es sollte als erstes großes deutsches Kriegsschiff einen Dieselmotor erhalten, der gemeinsam mit zwei Sätzen Turbinen für den Vortrieb sorgte. Da der Motor jedoch nicht rechtzeitig bordreif wurde, unterblieb dieses Vorhaben.

## Kommandanten
| 22. September bis 14. Oktober 1896   | Korvettenkapitän Johannes Wallmann                      |
| 26. Juli bis September 1898          | Korvettenkapitän Eduard Gercke                          |
| September 1898 bis Februar 1900      | Korvettenkapitän Paul Walther                           |
| Februar bis März 1900                | Kapitänleutnant Wilhelm Souchon (in Vertretung)         |
| März bis Mai 1900                    | Korvettenkapitän Georg Wilde                            |
| Mai bis Juni 1900                    | Korvettenkapitän Malte von Schimmelmann                 |
| Juni bis September 1900              | Korvettenkapitän Georg Wilde                            |
| Oktober 1900 bis April 1901          | Korvettenkapitän Martin Schwartzkopf                    |
| April bis Mai 1901                   | Korvettenkapitän Job von Witzleben                      |
| Mai bis September 1901               | Korvettenkapitän / Fregattenkapitän Martin Schwartzkopf |
| 2. Oktober 1903 bis 10. Oktober 1904 | Korvettenkapitän / Fregattenkapitän Konrad Henkel       |
| 22. Juli bis 15. September 1909      | Korvettenkapitän / Fregattenkapitän Ernst Goette        |
| August 1914                          | Kapitänleutnant Friedrich Schmid (in Vertretung)        |
| August 1914 bis September 1915       | Fregattenkapitän Otto Rößler                            |
| September 1915 bis Januar 1916       | Fregattenkapitän Ernst Mysing                           |
| 28. März bis 9. Oktober 1919         | unbekannt                                               |